# 貝德福德 (英國國會選區)
貝德福德（英語：Bedford），英國國會一郡選區，包括英格蘭東部貝德福德郡貝德福德區南部。始設於1295年，1885年前應選兩席，此後應選一席。1983年被撤，1997年恢復。
保守黨的理查德·富勒在2010年大選中以38.9%選票勝出該區擊敗尋求第三度連任、工黨的帕特里克·霍爾。